# Mark Lynas
Mark Lynas, född 1973, är en  brittisk journalist och författare med fokus på miljö och den globala uppvärmningen. Han bor i Oxford, England. 

## Omtalade böcker och artiklar
- 2004 publicerades Lynas bok Oväder (High tide), där han genom en blandning av resejournalistik och vetenskapsjournalistik skildrar flera olika platser på jorden som han menar har förändrats på grund av den globala uppvärmningen. 2007 publicerades boken Sex grader (Six degrees), som beskriver hur den globala uppvärmningen förändrar jordens ekosystem och människans livsvillkor. I boken Guds utvalda art (The God species) från 2011 tar Lynas upp konceptet "planetens gränser" och argumenterar utifrån dessa för inom miljörörelsen kontroversiell teknik, såsom genmodifiering.

- 2013 publicerades Mark Lynas omtalade hyllningsbok till kärnkraften "Nuclear 2.0: Why a Green Future Needs Nuclear Power".[5]